# Auchmophoba alternata
Auchmophoba alternata là một loài bướm đêm trong họ Crambidae.